# Abraham Hölzel
Abraham Hölzel, auch Hölzl, Höltzl, Höltzel, Heltzl, Hölzlin  (* zwischen 1577 und 1580 in Wien oder Tirol; † 20. Mai 1651 in Tübingen) war ein Künstler, Kartograf und Kupferstecher.

## Leben und Wirken
Er lebte in Linz und studierte ab 1600 bzw. 1604 in Tübingen u. a. Theologie. Seine Kavalierstour durch Frankreich, Deutschland, Niederlande, Großbritannien und Italien absolvierte er in Begleitung von Thomas Lansius.
Er war mit Christiana Schnepf (* 30. Dezember 1560; † 10. April 1625), einer Tochter von Dietrich Schnepf und Enkelin von Johannes Brenz verheiratet und mit Thomas Lansius verschwägert. Er gehörte in Tübingen zum Freundeskreis des chiliastischen Juristen und Theosophen Tobias Heß. Zu diesem Kreis zählten beispielsweise auch Johann Valentin Andreae, Christoph Besold, Wilhelm Bidembach von Treuenfels, Thomas Lansius, Samuel Hafenreffer und Wilhelm Schickard.
Hölzel lebte mehr als 50 Jahre in Tübingen als civis academicus. Er errichtete das Haus Nr. 3 in der Neckarhalde und verkaufte es 1625 um 5000 Gulden.

## Werke
- Kupferstiche für die Titelblätter zu:[4]

- Johann Valentin Andreae: Christiani amoris dextera porrecta, Tübingen, 1620
- Johann Valentin Andreae: Christianae societatis imago, Tübingen, 1620

- Tabula Geographica Ducatus Wurtemberg  einfärbiger Kupferstich, 60 × 60 cm, Titel oberhalb der Karte, mit einem Bildnis links von herzog Johann Friedrich, mit einem Wappen rechts auf der Karte, Jahr unbekannt,[5] insgesamt drei Auflagen, 1601, 1620 und 1659, auch Tabula Hölzlinij genannt, ein Nachstich zur Karte von Georg Gadner.[6]
- Icon Totius Sveviæ Wurtemberg. Alsatiæ, Palatinatus, Marchio, Maßstab: ca. 1:1000000, o. O., ca. 1620 (Digitalisat).